# Архиепархия Монтис-Кларуса
 Архиепархия Монтис-Кларуса  (лат. Archidioecesis Montisclarensis) — архиепархия Римско-Католической церкви с центром в городе Монтис-Кларус, Бразилия. В митрополию Монтис-Кларуса входят епархии Жанаубы, Жануарии, Паракату. Кафедральным собором архиепархии Монтис-Кларуса является церковь Пресвятой Девы Марии.

## История
10 декабря 1910 года Римский папа Пий X издал буллу «Postulat sane», которой учредил епархию Монтис-Кларуса, выделив её из епархии Диамантины. Первоначально епархия Монтис-Кларуса входила в митрополию Марианы.
25 апреля 2001 года Римский папа Иоанн Павел II выпустил буллу «Maiori Christifidelium»,  возведя  её в ранг архиепархии.

## Ординарии архиепархии
- епископ João Antônio Pimenta (1911—1943);
- епископ Aristides de Araújo Porto (1943—1947);
- епископ Antônio de Almeida Moraes Junior (1948—1951);
- епископ Luís Victor Sartori (1952—1956);
- епископ José Alves de Sà Trindade (1956—1988);
- епископ Geraldo Majela de Castro (1988—2001);
- архиепископ Geraldo Majela de Castro (2001—2007);
- архиепископ José Alberto Moura (7.02.2007 — 21.11.2018, в отставке);
- архиепископ João Justino de Medeiros Silva (21.11.2018 — 9.12.2021, назначен архиепископом Гоянии);
- архиепископ José Carlos de Souza Campos (14.12.2022 — по настоящее время).

## Источник
- Annuario Pontificio, Ватикан, 2005
- Булла Maiori Christifidelium Архивная копия от 12 сентября 2010 на Wayback Machine  (лат.)